# Tullianum
El Tullianum es una construcción subterránea sobre la cual se edificó la prisión del Carcer Tullianus (también llamada Cárcel Mamertina), ubicada en el Comitium, cerca del Arco de Septimio Severo (Septimius Severus) en Roma. En su origen fue una simple fuente o surtidor natural (tullus= brote de agua viva, manantial). 
Existen dos construcciones similares en el Palatino: una cerca de la casa llamada de Livia y otra bajo la casa de los Flavios. 
Se ha barajado la posibilidad de que estas construcciones fuesen silos usados para almacenar granos o guardar objetos de importancia en el ajuar de una casa; pero parece claro que han de tenerse como fuente o cisterna.

## Características
Sobre las características del Tullianum, se trata de una construcción de influencia etrusca, con falsa bóveda, en tholos, formada por hiladas horizontales de sillares que cubrían el recinto redondo, concebida al modo tradicional toscano.
El alto de la bóveda se halla cercenado en la actualidad por la construcción del Carcer Tullianus, conectando ambas construcciones, la prisión y la cisterna, con una abertura circular practicado en el enlosado del calabozo, siendo en este elemento el único sitio por donde entraba el aire a la cisterna.
Antes de tener la bóveda plana de piedra que hoy vemos, tuvo otra similar de madera, recubierta de cal y piedra, con agujeros de forma cuadrada (mechinal) en las vigas situadas en lo alto de la pared, siendo después esta estructura usada como cimbra para construir lo que se ve en la actualidad.
Sobre su datación, no se sabe nada a ciencia cierta. La tradición dice que fue fundada por Servio Tulio, aunque no existe más base que la etimología de Tullianum. Las reformas en la bóveda podría fecharse alrededor del año 100 a. C. En cuanto a la construcción,  se piensa que finalizó entre los siglos V y IV a. C.

## Otros datos de interés
Según la tradición, Simón Pedro (San Pedro) estuvo encerrado dentro del Tullianum y un milagro hizo brotar el agua de ella. Más cierto es que en la prisión hallaron muerte personajes bien conocidos de Roma. Yugurta en el 104 a. C.  y Vercingétorix en el 46 a. C. fueron estrangulados aquí, tras los desfiles triunfales de Mario y César respectivamente. Es aquí donde, por mandato de Cicerón, fueron encerrados los cómplices de Catilina para luego ser ejecutados, hecho que da pie a Salustio para hacernos la corta pero famosa descripción de esta cárcel: 

En el Carcer hay un lugar que se llama el Tullianum. Se halla a unos doce pies de profundidad bajo el nivel del suelo. Está ceñido en todas partes por gruesas murallas. Se cubre con bloques de piedra que se van juntando en bóveda. La suciedad, las tinieblas y su olor nauseabundo hacen de él un lugar repugnante y horrible. (Sall. Cat. 55,3 ss.)